# (2447) Kronstadt
(2447) Kronstadt – planetoida z pasa głównego asteroid okrążająca Słońce w ciągu 4 lat i 16 dni w średniej odległości 2,54 au. Została odkryta 31 sierpnia 1973 roku w Krymskim Obserwatorium Astrofizycznym w Naucznym na Półwyspie Krymskim przez Tamarę Smirnową. Nazwa planetoidy pochodzi od Kronsztad, portu morskiego w Rosji. Przed nadaniem nazwy planetoida nosiła oznaczenie tymczasowe (2447) 1973 QY1.